# Hydrophis anomalus
Hydrophis anomalus is een slang uit de familie koraalslangachtigen (Elapidae) en de onderfamilie zeeslangen (Hydrophiinae).

## Naam en indeling
De wetenschappelijke naam van de soort werd voor het eerst voorgesteld door Philipp Schmidt in 1852. Oorspronkelijk werd de wetenschappelijke naam Thalassophis anomala gebruikt. Het was lange tijd de enige soort uit het monotypische, niet meer erkende, geslacht Thalassophis. De verouderde naam Thalassophis anomalus wordt in de literatuur nog wel gebruikt. De soortaanduiding anomalus betekent vrij vertaald 'abnormaal'.

## Verspreiding en habitat
De soort komt voor in delen van zuidelijk Azië en leeft in de Zuid-Chinese Zee langs de kust van Maleisië en in de Golf van Thailand, langs de kust van Vietnam en in de Indische Oceaan langs de kust van Indonesië (Sumatra, Java, Borneo). De slang leeft in koraalriffen.

## Beschermingsstatus
Door de internationale natuurbeschermingsorganisatie IUCN is de beschermingsstatus 'onzeker' toegewezen (Data Deficient of DD).